# Христиани, Григорий Григорьевич
Григорий Григорьевич Христиани (1863 — 1922) — русский военный теоретик и педагог, генерал-лейтенант, заслуженный профессор Николаевской военной академии.

## Биография
В службу вступил в 1879 году, в 1881 году после окончания Пажеского Его Величества корпуса произведён в прапорщики гвардии и выпущен в Егерский лейб-гвардии полк. В 1884 году произведён в подпоручики гвардии, в 1885 году в поручики гвардии.
В 1887 году после окончания  Императорской Николаевской военной академии по I разряду произведён в штабс-капитаны гвардии с переименованием в  капитаны Генерального штаба с назначением обер-офицером для поручений при штабе Финляндского военного округа. С 1888 году отбывал цензовое командование ротой в Красноярском 95-м пехотном полку. С 1890 года начальник строевого отдела штаба Выборгской крепости. В 1892 году произведён в подполковники с назначением младшим, с 1897 года старшим делопроизводителем Канцелярии военно-ученого комитета Главного штаба. В 1896 году за отличие по службе произведён в полковники. В 1899 году отбывал цензовое командование батальоном  в Финляндском лейб-гвардии полку. С 1903 года назначен заведующим мобилизационного отдела Главного интендантского управления, одновременно с основными обязанностями преподавал в Императорской Николаевской военной академии военную статистику.
В 1903 году после защиты первой диссертации назначен экстраординарным профессором ИНВА. В 1904 году после защиты второй диссертации назначен ординарным профессором ИНВА и за отличие по службе произведён в генерал-майоры. Одновременно с преподавательской деятельностью в академии был назначен  начальником Отделения Главного штаба.
5 ноября 1913 года высочайшим приказом получил звание заслуженный ординарный профессор ИНВА и произведён в генерал-лейтенанты. С сентября 1915 по июль 1916 года и.д. начальника Императорской Николаевской военной академии.
После Октябрьской революции с 1918 года вместе с академией был эвакуирован в Екатеринбург. С 11 августа 1918 года был врио начальника академии. Был взят в плен большевиками, по некоторым данным умер в Красноярской тюрьме.

## Труды
- Диссертации: «Передовой театр военных действий Австро-Венгрии»;
- «Галпутская область Австро-Венгрии», СПб., 1899;
- «Передовой театр Австро-Венгрии», СПб., 1902;
- «Военный обзор восточных областей Германии», СПб., 1905;
- «Военный обзор восточных областей Германии и Австро-Венгрии», Текст составил ординарный профессор Генерального штаба генерал-майор Христиани Ч. 1, вып. 1, 1905 год.
- «Военный обзор северо-западной Индии», СПб., 1906.
- «Военный обзор Германии», СПб., 1909 год.

## Награды
Награждён всеми орденами Российской империи вплоть до ордена Святого Владимира 2-й степени высочайше пожалованного ему 30.07.1915 года.